# Titanoecidae
Titanoecidae là một họ nhện thuộc bộ Araneae. Họ này có 5 chi, tổng cộng có hơn 46 loài. Các loài trong họ này phân bố rộng rãi ở Tân Thế giới và lục địa Á Âu. Chi chính của họ là Titanoeca. Một vài loài được tìm thấy ở độ cao tương đối cao trong các dãy núi và có thể là rất phổ biến trong môi trường sống như vậy.

## Các chi và loài
- Anuvinda Lehtinen, 1967 — India
- Goeldia Keyserling, 1891 — Mexico, South America
- Nurscia Simon, 1874 — Europe to Asia
- Pandava Lehtinen, 1967 — Sri Lanka to China, New Guinea, quần đảo Marquesas
- Titanoeca Thorell, 1870 — miền Toàn bắc